# 韋爾切利猶太會堂
韋爾切利猶太會堂（義大利語：Tempio Israelitico）是義大利城市韋爾切利的一座猶太會堂。

## 历史
這座猶太會堂修建於1878年，由马科·特雷弗斯（Marco Treves）設計，他也是佛罗伦萨大犹太会堂的設計者。
2007年，韋爾切利猶太會堂進行了大規模翻新。